# Байда, Кирилл Иванович
Кирилл Иванович Байда (1915, Кривое Озеро, Подольская губерния — 31 июля 1944, Лютовиска, Львовская область) — командир взвода танков 211-го отдельного танкового батальона 93-й танковой бригады (4-я танковая армия, 1-й Украинский фронт), лейтенант, снайпер-танкист.

## Биография
Родился в 1915 году в селе Кривое Озеро Кривоозёрского района Одесской области, украинец.
До войны работал в колхозе трактористом, учётчиком полеводческой бригады.

### Служба в Красной армии
В РККА призван в июле 1941 года Песчанокопским РВК Ростовской области. На действительной военной службе был писарем в штабе полка во Львовском гарнизоне. Окончил танковое училище. После училища — командир взвода танков 211-го отдельного танкового батальона 93-й танковой бригады.

#### Командир танка «Боевая подруга»
В годы войны коллектив Свердловского хлебомакаронного комбината, решил на личные сбережения купить танк Т-34. Танк назвали «Боевая подруга». 8 марта 1943 года на заводском дворе состоялся митинг, где женщины вручали свой танк уроженцу села Кривое Озеро Байде Кириллу Ивановичу, воевавшему в составе 93-й тбр, со словами: «Бейте ненавистного врага».
В экипаж назначены механик-водитель — старшина Макушин Михаил Павлович (1915 г. р.), радист-пулемётчик — младший сержант Алексин Иван Фёдорович (1917 г. р.), командир башни — Степан Яковлевич Яшкин, рабочий из Горького.
Танк Байды «Боевая подруга» с боями прошёл славный боевой путь, много раз ходил в атаку, и на Курской Дуге танк сгорел, в одном из боёв осенью 1943 года. Но экипаж танка уцелел. И работники Свердловского хлебомакаронного комбината вновь собрали деньги и купили танк. И опять назвали его «Боевая подруга». И снова командиром экипажа стал Байда К. И. Танк прошёл с боями всю правобережную Украину. 
В своей книге «Москва – Сталинград – Берлин – Прага» генерал армии Д. Д. Лелюшенко писал, что в Карпатах во время напряжённых боёв в районе Княже 

«танк, носивший название «Фронтовая подруга», под командованием коммуниста старшего лейтенанта Кирилла Байды уничтожил 11 танков и до двух батальонов пехоты»— 
За успешные бои старший лейтенант Байда К. И. представлен командиром 93-й танковой бригады к ордену Ленина. Военным советом 4-й танковой армии награждён орденом Отечественной войны 1-й степени. 
Танк был подбит в Карпатах, командир танка К. И. Байда убит 31.07.1944 Украинская ССР, Дрогобычская область, Самборский район, село Лютовиска. Похоронен на кладбище.
Существовали и другие танки с таким именем.

## Память
- На месте захоронения установлена памятная стела.
- В танковом полку установлено звание «Байдовский стрелок».

### Знак отличия снайпера-танкиста «Байдовский стрелок»
В 68-м гвардейском танковом полку этим знаком награждались наводчики орудий, командиры танков и офицеры – отличники боевой учёбы, имеющие по итогам двух периодов обучения оценку «отлично» по огневой подготовке.
Инспектор-советник группы Генеральных инспекторов Министерства обороны СССР генерал армии Лелюшенко Д. Д. дал высокую оценку гвардейцам полка и сказал: «Байду помню!». Байда, Кирилл Иванович — командир экипажа танка Т-34-76 «Боевая подруга», воевавший в 93-й отбр.